# Catadau
Catadau (en valencien et en castillan) est une commune de la province de Valence, dans la Communauté valencienne, en Espagne. Elle est située dans la comarque de la Ribera Alta et dans la zone à prédominance linguistique valencienne. Sa population s'élevait à 2 789 habitants en 2013.

## Géographie

Localisation de Catadau
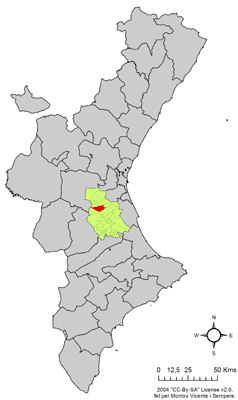
dans la Communauté valencienne.
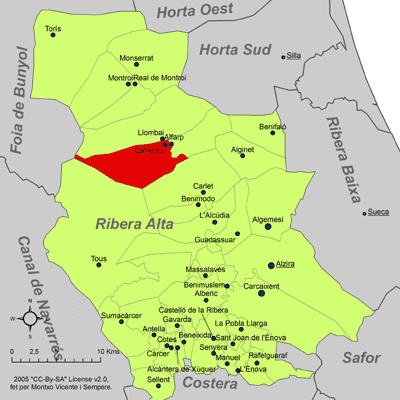
dans la comarque de la Ribera Alta.

### Localités limitrophes
Le territoire municipal de Catadau est voisin de celui des communes suivantes : Alfarp, Carlet, Dos Aguas, Llombai et Tous toutes situées dans la province de Valence.

## Démographie
| 1990  | 1992  | 1994  | 1996  | 1998  | 2000  | 2002  | 2004  | 2005  | 2006  | 2007  |
| ----- | ----- | ----- | ----- | ----- | ----- | ----- | ----- | ----- | ----- | ----- |
| 2.230 | 2.201 | 2.225 | 2.189 | 2.273 | 2.345 | 2.371 | 2.487 | 2.525 | 2.578 | 2.619 |

### Sources
- (es) Cet article est partiellement ou en totalité issu de l’article de Wikipédia en espagnol intitulé « Catadau » (voir la liste des auteurs).